# Théâtre Le Reflet
 (octobre 2021).
La mise en forme du texte ne suit pas les recommandations de Wikipédia : il faut le « wikifier ».
Les points d'amélioration suivants sont les cas les plus fréquents. Le détail des points à revoir est peut-être précisé sur la page de discussion.
- Les titres sont pré-formatés par le logiciel. Ils ne sont ni en capitales, ni en gras.
- Le texte ne doit pas être écrit en capitales (les noms de famille non plus), ni en gras, ni en italique, ni en « petit »…
- Le gras n'est utilisé que pour surligner le titre de l'article dans l'introduction, une seule fois.
- L'italique est rarement utilisé : mots en langue étrangère, titres d'œuvres, noms de bateaux, etc.
- Les citations ne sont pas en italique mais en corps de texte normal. Elles sont entourées par des guillemets français : « et ».
- Les listes à puces sont à éviter, des paragraphes rédigés étant largement préférés. Les tableaux sont à réserver à la présentation de données structurées (résultats, etc.).
- Les appels de note de bas de page (petits chiffres en exposant, introduits par l'outil «  Source ») sont à placer entre la fin de phrase et le point final[comme ça].
- Les liens internes (vers d'autres articles de Wikipédia) sont à choisir avec parcimonie. Créez des liens vers des articles approfondissant le sujet. Les termes génériques sans rapport avec le sujet sont à éviter, ainsi que les répétitions de liens vers un même terme.
- Les liens externes sont à placer uniquement dans une section « Liens externes », à la fin de l'article. Ces liens sont à choisir avec parcimonie suivant les règles définies. Si un lien sert de source à l'article, son insertion dans le texte est à faire par les notes de bas de page.
- La présentation des références doit suivre les conventions bibliographiques. Il est recommandé d'utiliser les modèles {{Ouvrage}}, {{Chapitre}}, {{Article}}, {{Lien web}} et/ou {{Bibliographie}}. Le mode d'édition visuel peut mettre en forme automatiquement les références.
- Insérer une infobox (cadre d'informations à droite) n'est pas obligatoire pour parachever la mise en page.

Pour une aide détaillée, merci de consulter Aide:Wikification.
Si vous pensez que ces points ont été résolus, vous pouvez retirer ce bandeau et améliorer la mise en forme d'un autre article.
Le Théâtre de Vevey, aussi connu sous le nom Théâtre Le Reflet, est un théâtre de 700 places, datant du XIXe siècle situé à Vevey, dans le canton de Vaud, en Suisse.

## Historique

### Genèse du projet
Dans le courant du XIXe siècle, plusieurs projets de construction d'une salle de spectacles moderne sont lancés sans jamais aboutir. Finalement, une société composée de 183 personnes souscrivent 367 actions de 100 francs, ce qui aboutit à la formation d'un comité de cinq actionnaires le 4 décembre 1862 à Vevey. Les statuts de la Société de la Salle de concerts et de spectacles sont adoptés lors de l'assemblée générale du 28 mai 1863.
Après cinq années d'échecs dans la recherche d'un terrain pouvant accueillir le futur théâtre, le premier comité laisse la place à de nouvelles têtes en 1866, comme le prévoient les statuts. Un terrain est acquis pour une forte somme par la Société auprès de Jean-François Girard-Monod le 16 mai 1866 avec une forte participation financière de la part de la Ville de Vevey, qui souscrit des actions,,[réf. non conforme].

### Construction du bâtiment
La volonté architecturale initiale était de proposer une construction semblable à celle du théâtre de Lausanne. Un concours d'architecture est ouvert la même année et cinq projets sont proposés au comité. C'est finalement celui de l'architecte veveysan Samuel Késer-Doret qui est choisi.
Après avoir étudié les devis de huit entreprises entre les 9 et 17 janvier 1867, les travaux d'excavation du site sont confiés à François Meylan[pertinence contestée]. Le comité ouvre parallèlement les offres de devis pour les différents éléments de la construction du 21 janvier au 18 février 1867. Ainsi la maçonnerie est confiée à l'entrepreneur Lavanchy frères, la menuiserie à Samuel Taverney, la charpenterie à Pierre Lindenmeyer, la gypserie à César Grandchamp et la peinture va à F. Herzog. La parqueterie est adjugée sans concurrence à G. Colomb, d'Aigle.[pertinence contestée]
Fin mars, les travaux d'excavation piétinent, les terrassiers ayant pris du retard. Ceux-ci sont finalisés le 18 avril 1867 après une extraction de 2 350 m3 de gravats. Les travaux de maçonnerie débutent le 9 mai 1867 et durent jusqu'en septembre de la même année. La solidité des colonnes en fonte est quant à elle reconnue par l'architecte le 11 juillet.
La scène est acquise entre octobre 1867 et janvier 1868 auprès de la Banque Générale Suisse, propriétaire du Théâtre des Variétés à Genève, qui souhaite reconvertir ce dernier en immeuble locatif afin d'en tirer un meilleur rendement. Une grande partie de la machinerie et du mobilier de ce dernier sont également récupérés pour l'usage de Vevey.
En mars 1868, le sous-sol du théâtre est recreusé afin d'aménager un magasin de matériel. Celui-ci, après avoir été pensé bétonné, sera finalement pavé de briques afin de limiter les coûts. Le gaz est installé dans tout le bâtiment en se servant pour partie du matériel (becs, candélabres, appareils de distribution) récupéré des Variétés.
Bien qu'ayant subi de menus retards et un dépassement de budget d'environ 80 000 francs, les travaux arrivent à leur fin et le comité entame les démarches nécessaires à l'engagement du futur personnel en septembre 1868. Le 17 octobre, les actionnaires sont convoqués pour l'assemblée générale qui se déroule pour la première fois dans le bâtiment. Cette visite est effectuée en présence du syndic Edouard Couvreu,,,[réf. non conforme].

### Inauguration
À la suite de l'assemblée générale, une commission est nommée afin d'organiser les festivités liées à l'inauguration imminente du théâtre. Le 20 octobre, le comité décide que les festivités comprendront quatre évènements.

#### Concert
Le concert inaugural a lieu le mercredi 28 octobre 1868 à 19 h 30. La commission chargée de l'organisation compte parmi ses membres les musiciens Charles-César Dénéréaz et Henri Plumhof. Ce dernier est chargé de la direction musicale de l'évènement et compose la musique inédite du chant d'ouverture de la célébration.
Le concert est un succès et fait salle comble. La presse locale relate la réussite de cette soirée, dont le bénéfice net s'élève à 800 francs.

#### Représentation théâtrale
Le 11 novembre 1868, deux comédies comiques, Le Chalet d'Adolphe Adam et Les Petits Oiseaux d'Eugène Labiche, sont proposées au public. Celles-ci sont interprétées par la troupe de comédiens du Théâtre de Genève dirigée par Louis Defrenne et accompagnées par un orchestre d'une vingtaine de musiciens.
Une fois encore, l'évènement fait salle comble et dégage un bénéfice de 250 francs.
À la suite de ce succès, le comité réitère à plusieurs reprises la collaboration avec Louis Defrenne et sa troupe, celle-ci étant l'une des deux seules troupes professionnelles francophones en activité dans la région à cette époque. L'autre est celle de Neuchâtel, dirigée par Ferdinand Lejeune. Ce dernier proposera également ses services pour plusieurs représentations.

#### Banquet
Le troisième évènement prévu par la commission d'organisation des festivités inaugurales a lieu le samedi 21 novembre 1868. Dans un souci de place, seuls peuvent s'inscrire les actionnaires et les membres de divers sociétés musicales veveysannes, ainsi que leurs invités.
La soirée ne suscite pas l'engouement espéré et seules 178 personnes sont présentes. Il faut même organiser une collecte durant le banquet afin de payer le service.

#### Bal
La déconvenue et l'évidente baisse d'intérêt du public amènent le comité à ne pas concrétiser le bal, quatrième acte projeté des festivités inaugurales du théâtre.
Cette annulation pousse certaines sociétés et quelques particuliers à demander la location des locaux pour l'organisation de bals. Le 12 décembre 1868, le comité convoque une Assemblée générale des actionnaires afin de délibérer de l'acceptation de ces différentes demandes. Après vote à bulletins secrets, la location du théâtre pour l'organisation de bals est acceptée. Les bals masqués sont quant à eux interdits,,.

### Premières années et fin de laSociété de la Salle de concerts et de spectacles
Les années qui suivent l'inauguration du théâtre sont fluctuantes. Une certaine instabilité du comité, dont les membres ne cessent de changer, fragilise les activités de la Société de la Salle de concerts et de spectacles. Celle-ci, pourtant, fait de son mieux pour organiser des saisons de spectacles diversifiées, multipliant les collaborations et contrats avec des troupes de comédiens et poursuivant les locations de la salle.
Toutefois, l'instabilité financière de la société se fait de plus en plus pesante et les différents frais engendrés par des travaux de remise aux normes (celles-ci évoluant rapidement en cette fin de XIXe s.), finissent par avoir raison d'elle. Constatant l'incapacité de la société d'honorer les retours sur investissement des actionnaires ou de rembourser les divers emprunts contractés, y compris auprès de la commune de Vevey, la Municipalité prend la décision de ne plus accorder de subside.
La Municipalité soumet au Conseil communal une proposition de reprise du théâtre. La Société de la Salle de concert et de spectacles est liquidée après saisie du bâtiment par voie d'otage[Quoi ?] au moyen d'une lettre de rente de 30 000 francs.
Après s'être acquittée des dernières tâches lui incombant et avoir assumé la fin de la saison en cours, la Société se réunit pour sa dernière assemblée générale des actionnaires le 17 mars 1879.
À peine plus de dix ans après son ouverture, le Théâtre de Vevey devient propriété communale,,[réf. non conforme].

### Relance
Devenue propriétaire, la Ville de Vevey décide de reprendre le modèle de gestion préexistant et forme un nouveau comité composé, comme précédemment, de cinq personnes. Le premier comité est composé de deux municipaux et de trois membres de la dernière direction de la Société. Le terme de comité est très rapidement remplacé par celui de « commission », plus couramment usité dans l'administration.
Chargé de relancer le théâtre en s'assurant de la bonne marche de celui-ci et de la mise en place une gestion plus adéquate et financièrement viable, la commission multiplie les collaborations et encourage les associations et sociétés veveysannes à louer la salle pour leurs différentes manifestations.
Au printemps 1881, la commission, inquiète de l'ouverture du Kursaal de Montreux et ses 450 places, décide de passer une convention avec la toute nouvelle Société pour le développement de Vevey. La section Musiques et Beaux-Arts de cette dernière entreprend de faire donner au moins douze représentation au Théâtre de Vevey pour la saison 1881-1882.
Le choix de céder gratuitement la salle à la troupe de de Lausanne dirigée par Laclaindière (de peur qu'il quitte Vevey) et la garantie lui ayant été faite d'un payement de 500 francs par représentation font que la saison 81-82 se termine sur un déficit. Les pertes financières sont cependant prise en charge par Louis Roussy, directeur de la Société de développement.
Louis Roussy fait alors la proposition à la Commission du théâtre de louer lui-même la salle de spectacles à l'année pour un montant de 2 000 francs et d'investir dans des rénovation. La Ville de Vevey accepte de signer un bail de trois ans avec lui. Sous la houlette de Roussy, le Théâtre de Vevey reprend de l'essor, l'homme multipliant les propositions auprès de diverses troupes et mettant ainsi en place des saisons de spectacles de plus en plus étoffées qui permettent d'attirer un public plus nombreux.
À l'échéance du bail, celui-ci est renouvelé et Louis Roussy poursuit son travail. Lassé dans le courant de 1887 et souhaitant dénoncer son bail pour la fin de l'année, il se voit demandé par la Municipalité d'honorer ce dernier jusqu'à la fin de la saison 87-88. Celle-ci est marquée par une suite de déconvenues. Dans un premier temps, le nouveau directeur du Casino-Théâtre de Lausanne ne souhaite pas faire voyager sa troupe, préférant inciter le public à venir les voir jouer à domicile, ce qui force Roussy à composer avec des tourneurs parisiens et des représentations de petites troupes et d'école de spectacles.
Au moment de son départ, un dernier coup dur lui est porté par une partie des commerçants et hôteliers veveysans. Ceux-ci, voyant le succès du Kursaal de Montreux et appâtés par le retombées économiques qu'il engendre, souhaitent l'ouverture d'une salle de spectacle de ce type à Vevey. Ils vont jusqu'à déposer une pétition à la Municipalité signées par trente-neuf Veveysans, dont certains influents, demandant que le legs de Fanny Jenisch pour la construction d'un musée des Beaux-Arts serve à la transformation du théâtre en un tel musée et l'aménagement d'un Kursaal dans le bâtiment de la Douane. Le projet sera rejeté, l'exécuteur testamentaire de Mme Jenisch n'entrant pas en matière.
Louis Roussy passe la main au printemps 1888,,[réf. non conforme].

### Électrification
L'électrification du théâtre commence sous l'ère Roussy  avec la pose de deux compteurs électriques en 1887, l'un relevant la consommation du café-restaurant (faisant partie des locaux du théâtre), l'autre celui des parties destinées au service public. On remplace le grand lustre ainsi que toutes les sources lumineuses alimentées jusque-là au gaz par des lampes à incandescence. Les travaux d'électrification de l'ensemble du bâtiment se poursuivent les années suivantes.
Le 31 octobre 1890 a lieu la première représentation « dans le noir » au Théâtre de Vevey, l'éclairage électrique permettant d'éteindre et rallumer à volonté la lumière dans la salle de spectacles, là où la même manœuvre demandait une logistique plus onéreuse et longue avec l'éclairage au gaz. Bien que surprenantes pour le public de l'époque, les représentations plongées dans le noir rentrent rapidement dans les habitudes,,[réf. non conforme].

### Rénovation de 1888-1890
Après le départ de Louis Roussy, des travaux sont envisagés face à l'état de dégradation évident du bâtiment et notamment de la décoration intérieure. Les tapisseries sont défraîchies, les peintures se sont estompées et le plafond menace de s'écrouler. Un projet est demandé à l'architecte Henri Shobinger en 1888, mais il est jugé trop cher et rejeté.
Certains travaux urgents sont toutefois rapidement exécutés, comme la gypserie et la réfection de la menuiserie et de la maçonnerie, ainsi que le remplacement du chauffage de la grande salle.
Tout projet de rénovation est par la suite mis en suspens durant la première partie de l'année 1889, la salle du théâtre étant sous-louée à la commission centrale de la Fête des Vignerons pour leurs réunions. Les travaux sont remis en route à partir de septembre 1889 et un concert est donné en décembre de la même année pour fêter la réouverture du bâtiment.
En 1890, Henri Shobinger dépose de nouveaux plans et devis pour les modifications projetées. La transformation du vestibule, la création d'un hangar à matériel dans la cour intérieur, la création d'un escalier direct entre le vestibule et le foyer du 1er étage, le réaménagement de ce dernier, la surélévation du bâtiment ainsi que divers autres travaux sont proposés et acceptés pour un devis de 14 000 francs accepté par le Conseil communal,,[réf. non conforme].

### Salle del Castillo
Le Théâtre de Vevey, après ces transformations, continue d'être administré durant la décennie qui suit par la commission à la présidence tournante et divers directeurs, poursuivant sa mission avec des hauts et des bas.
En 1904 toutefois, une potentielle rivale se dresse à l'horizon. Le comte del Castillo est chargé par testament de son oncle de faire don à la Ville de 100 000 francs pour la construction d'une salle de spectacle portant son nom. Le projet est rapidement accepté est le lieu projeté à la promenade du Rivage.
Cette nouvelle salle, de l'autre côté de la place du Marché, est inaugurée le 21 mai 1908 et offre désormais un choix aux sociétés locales pour l'organisation de leurs soirées. La salle de spectacle du Théâtre en devient plus disponible pour les troupes professionnelles, ce qui permet de limiter l'impact de la nouvelle salle concurrente.
Le Théâtre aligne plusieurs belles saisons, tant pour la diversité des spectacles que pour les recettes,,[réf. non conforme].

### Projet d'extension et réfections
Six mois avant l'inauguration du bâtiment del Castillo, en décembre 1907, l'idée de racheter l'immeuble de la Société philanthropique immobilière se trouvant à l'arrière du Théâtre est lancée, les propriétaires étant prêts à vendre.
L'idée est proposée par la Société du Rivage (qui s'occupe également du projet de la salle del Castillo), disposée à s'occuper de la restauration du théâtre, auprès de la Municipalité. Celle-ci accepte le projet, qui prévoit l'extension du bâtiment du théâtre et la création de locatifs, qui permettraient une rapide rentabilité.
Henri Shobinger est mandaté pour établir les plans des transformations projetées. Le devis s'élève à 323 567 francs, la Municipalité proposant de prendre la moitié à la charge de la ville, l'autre incombant à la Société du Rivage.
Le projet est soumis au Conseil communal qui demande une commission afin d'examiner le projet. Celle-ci tergiverse et demande à la Municipalité une expertise de deux architectes alémaniques. Ceux-ci concluent dans leur rapport que les rénovations et transformations projetées sont nécessaires et qu'elles reviendraient moins chères que de construire un théâtre neuf.
Le bâtiment de la Société philanthropique immobilière est acheté le 27 août 1909 par la Ville. Le projet piétine toutefois par le fait que la Société du Rivage peine à réunir les fonds nécessaires. La Ville décide alors, dans le courant 1911, de mettre en location les appartements de l'immeuble acquis afin de l'amortir.
Finalement, le projet d'extension est abandonné purement et simplement et ne sera concrétisé que lors des travaux de rénovation entrepris entre 1989 et 1992.
Deux séries de travaux de rafraîchissement de la salle de spectacles sont toutefois menés à bien. La première en 1910, consistant à la réalisation de nouveaux décors. La seconde en 1914, visant la révision des sièges du parterre de la grande salle, ceux-ci datant encore de l'acquisition de l'ancien mobilier du Théâtre des Variétés de Genève.
Les sièges des places de seconde et du pourtour sont vendus aux enchères et remplacés par des modèles plus pratiques et confortables. Ceux de première sont conservés pour la plupart et recouvert de nouveau velours. Plusieurs autres menus travaux, dont le déplacement du guichet de vente des billets, sont effectués à la même occasion,,[réf. non conforme].

### D'une guerre à l'autre
La Première Guerre mondiale met à mal les activités du Théâtre, les troupes itinérantes étrangères suspendant pour la plupart leurs activités. L'épidémie de grippe espagnole en 1918 n'arrange pas la situation et force l'arrêt de toute manifestation durant un temps.
Après guerre, les activités reprennent avec une certaine régularité.
À l'automne 1921 est constituée la Société des Arts. Celle-ci œuvre activement à la promotion du théâtre en organisant des spectacles mettant en scènes des artistes de renom. Parmi eux, la pianiste Clara Haskil, qui deviendra une amie de la Ville et se produira à de très nombreuses reprises au cours de sa vie au Théâtre de Vevey.
Les années 1930, marquées par la crise financière mondiale de 1929, se traduisent par une baisse importante de la quantité et de la variété des activités proposées au Théâtre. Toutefois, la participation active des membres de la Société des Arts, devenue Section Arts et Lettres de la Société de développement en 1931, qui comptent dans leurs entourage et relations des artistes internationaux, permet d'assurer le maintien du Théâtre.
Au début de la décennie, il est demandé une expertise sur l'état du bâtiment et les travaux qui seraient à entreprendre pour sa rénovation. Deux options sont proposées, l'une tablant sur des transformations de peu d'importance comprenant un élargissement de la galerie, l'autre envisageant une transformation plus conséquente avec suppression du café pour agrandir les espaces, élargissement de la scène, création de loges et de locaux techniques, remise aux normes des escaliers et démolition du bâtiment de la Société philanthropique immobilière.
La Municipalité décide de procéder à la mise au concours architecturale, en mars 1930. L'encadrement de ce concours ne proposant pas le défraiement des participants, la Société internationale d'architecture (SIA) tance la commune à ce sujet. Malgré ces propos, quatre projets sont soumis, dont celui de Maurice Schobinger, reprenant pour partie les éléments principaux du projet proposé de son père Henri du début du siècle. Finalement, aucun de ces projets n'aboutit, la crise financière étant passée par là.
En 1935, des usagers se plaignent de façon récurrente du mauvais état d'entretien du théâtre et de ses installations. Quelques menus travaux jugés urgents sont entrepris en 1937.
Durant la Seconde Guerre mondiale, le projet d'une rénovation complète est à nouveau évoqué. L'architecte Robert Gétaz est mandaté pour établir les plans et budgets de ces transformations. Il propose une rénovation en trois étapes. La première consiste en la réfection des façades et du foyer avec suppression du fronton et du balcon à balustrade du premier étage. Ces travaux sont approuvés par la Municipalité et exécutés en 1944. La seconde étape propose la transformation de la scène d'un plan incliné à un plan horizontal, la révision du système électrique, le rafraîchissement ou la création de nouveaux décors et l'équipement d'une machinerie simplifiée.
La dernière étape du projet, visant à la transformation des galeries, est cependant reportée en raison de la mobilisation de l'architecte en 1945. Durant son absence, la Municipalité décide d'abandonner cette étape en raison du devis élevé qui forcerait de recourir à un emprunt. L'architecte est averti et défrayé pour l'étude du projet.
La période est également compliquée pour les représentations, les troupes de spectacles étrangères ne pouvant plus venir se produire sur la scène veveysanne en raison des blocus aux frontières. L'activité du théâtre tourne une fois encore au ralenti,,[réf. non conforme].

### Après la guerre
La période qui suit la fin de la Seconde Guerre mondiale marque un regain de l'activité culturelle veveysanne. De nombreuses productions et artistes venus de Suisse et de l'étranger sont représentés sur la scène du théâtre.
Clara Haskil, de retour dans cette ville qu'elle affectionne, se produit régulièrement.
Le Théâtre traverse la période des Trente Glorieuses avec une certaine stabilité malgré quelques inévitables fluctuations. Quelques travaux de réfections de moindre importance sont effectués, mais aucun projet de transformation comparable à ceux de 1909 et 1944 ne sont envisagés et le théâtre et ses infrastructures vieillissent inexorablement.
Le 1er mai 1964 a lieu la première des Cannibales de l'écrivain genevois Jacques Aeschlimann, jouée par la troupe veveysane des Baladins.
Au milieu des années 1970, les infrastructures vieillissantes des différentes salles de spectacles de la Riviera vaudoise se heurtent aux exigences de plus en plus élevée des troupes s'y produisant en matière d'équipement. Un projet de théâtre régional répondant aux critères les plus modernes en matière de salle de spectacle commence alors à émerger. Il est projeté de l'établir sur une parcelle commune à Vevey, Montreux, La Tour-de-Peilz et l'État de Vaud. Le projet fait long feu, faute de volonté politique. D'autres projets similaires, tel un théâtre à la campagne, sont envisagés, mais aucun n'aboutit.
On projette alors de rénover le Théâtre de Vevey, d'autant que les usagers dénoncent fréquemment auprès de la commune de l'état de vétusté du bâtiment et que l'Établissement d'assurances contre l'incendie menace de le faire fermer en raison du danger qu'il commence à représenter pour la sécurité des spectateurs,,[réf. non conforme].

### Grandes transformations de 1989-1992
Face à ces menaces de fermeture, la Municipalité met le projet de rénovation du Théâtre sur la liste de ses priorités.
L'étude de trois projets est demandée aux architectes Galantey du département d'architecture de l'École polytechnique fédérale de Lausanne et Jean-Marc Jenny de Vevey. L'analyse et la synthèse rendues par les deux architectes proposent la démolition du bâtiment contigu de la rue du Conseil (solution déjà envisagée par Henri Schobinger en 1909) afin d'étendre la scène, une réduction à 400 places de la salle principale, la construction d'une salle complémentaire de 250 places à la rue des Deux-Marchés et la transformation de la Grenette en entrée principale.
Le projet, estimé à 20 millions de francs, est jugé trop onéreux pour les finances de la commune et la réduction du nombre de places considéré inappropriée au regard du succès de certaines représentations musicales ou théâtrales. L'étude est donc rejetée par la Municipalité.
En 1986, le changement de législature amène du sang neuf au projet, le nouveau municipal chargé de l'urbanisme s'attelant énergiquement à l'aboutissement de la rénovation du théâtre. Il est donc décidé l'extension du bâtiment sur la rue du Théâtre afin d'augmenter la surface du foyer d'entrée, la surélévation de la façade ouest, la démolition du bâtiment adjacent de la rue du Conseil pour permettre l'agrandissement de la scène et de l'arrière-scène et l'extension des loges. Le coût de ces transformations est estimé à 13 millions, ce qui parait raisonnable au Conseil communal.
L'établissement de plans et la direction de ces travaux sont remis entre les mains de Jean-Marc Jenny le 24 décembre 1986. Le même jour est constituée une commission spéciale afin de superviser la bonne marche du projet.
La Société d'Art public (SAP) fait opposition aux travaux lors de la mise à l'enquête publique, protestant vertement contre la perte de perspective sur le Léman depuis la rue du Théâtre en raison de l'empiètement du bâtiment sur celle-ci. L'opposition est levée par la Municipalité et le permis de construire accordé le 21 juillet 1988. La SAP fait recours, mais la commission compétente statue en faveur du projet et écarte l'opposition à son tour.
Afin d'administrer le futur bâtiment fraichement rénové et lui redonner en dynamisme, la constitution d'une Fondation des arts et spectacles est projetée. Les socialistes s'opposent dans un premier temps à ce projet, craignant de voir échapper la gestion par la commune du théâtre. Ils finissent par y consentir lorsque leur est donné la garantie que quatre membres de la Municipalité prendraient part à la direction de la fondation. Le préavis est accepté par le Conseil communal le 3 février 1989.
Le chantier débute le 11 septembre de la même année. Cependant, les élections à la Municipalité qui débutent quelques semaines plus tard, ainsi qu'un rapide dépassement des coûts projetés en raison de l'inflation du prix des matériaux, de la hausse des salaires et de rectifications de dernière minutes dues à des erreurs sur les plans (rapidement établis sans réelle étude de terrain afin d'accélérer la mise en chantier) créent de grosses tension. Un crédit complémentaire de 20 % est demandé par la Municipalité au Conseil communal en juin 1991. Des conflits internes, aboutissant à des plaintes pour calomnie, enflamment la politique locale. La rallonge budgétaire est finalement accordée par une majorité du conseil.
Les travaux prennent fin en 1992 après deux ans et demi, et l'inauguration a lieu le 10 juin, réalisant ainsi les projets de rénovation projetés et toujours repoussés depuis près d'un siècle,,[réf. non conforme].

### Trente ans d'exploitation
Depuis sa réouverture après sa rénovation complète, le Théâtre de Vevey devient un lieu prisé du public local et régional.
La fermeture progressive des grandes manufactures de la ville, jusque-là forte de son industrie, incite la commune à réorganiser son activité autour de la culture. Ainsi, Vevey devient Ville d'image et avec elle fleurissent musées, tel celui de la photographie ou le Cabinet cantonal des estampes, et évènements culturel, notamment le Festival images. Le nouveau Théâtre de Vevey joue un rôle fédérateur et prépondérant à cet égard.
De 1992 à 2012, il est sous la direction de Philippe de Bros. Durant cette période, près de 900 spectacles de tous les genres, du ballet à l'opéra en passant par la comédie musicale et le spectacle vivant sont présentés et interprétés par des artistes du monde entier. Il passe la main à Brigitte Romanens-Deville le 30 juin 2012, après vingt ans de services,,,[réf. non conforme].

### Le Reflet
En 2014, sous l'impulsion de la nouvelle directrice, le Théâtre de Vevey devient le Théâtre Le Reflet.
Sa ligne de programmation se veut pluridisciplinaire (théâtre, danse, musique, cirque, humour, ...) avec une priorité faite aux productions théâtrales contemporaines et classiques ainsi qu’aux créations romandes. Une cinquantaine de spectacles sont proposés chaque saison, qui s'étend de septembre à mai.
En 2019, le Théâtre Le Reflet obtient le label Culture inclusive de Pro Infirmis. L’établissement veveysan est le premier théâtre romand à recevoir cette mention. Il propose, entre autres, des audiodescriptions, des traductions en Langue des Signes française (LSF) et des surtitrages de spectacles, en collaboration avec l'association Écoute Voir.